# Şakiro
Şakiro (* 25. Dezember 1936 in Eleşkirt, Türkei; † 5. Juni 1996 in Izmir; bürgerlich Şakir Deniz) war ein weithin bekannter kurdischer Dengbêj (Sagenerzähler/Volksliedsänger).

## Leben

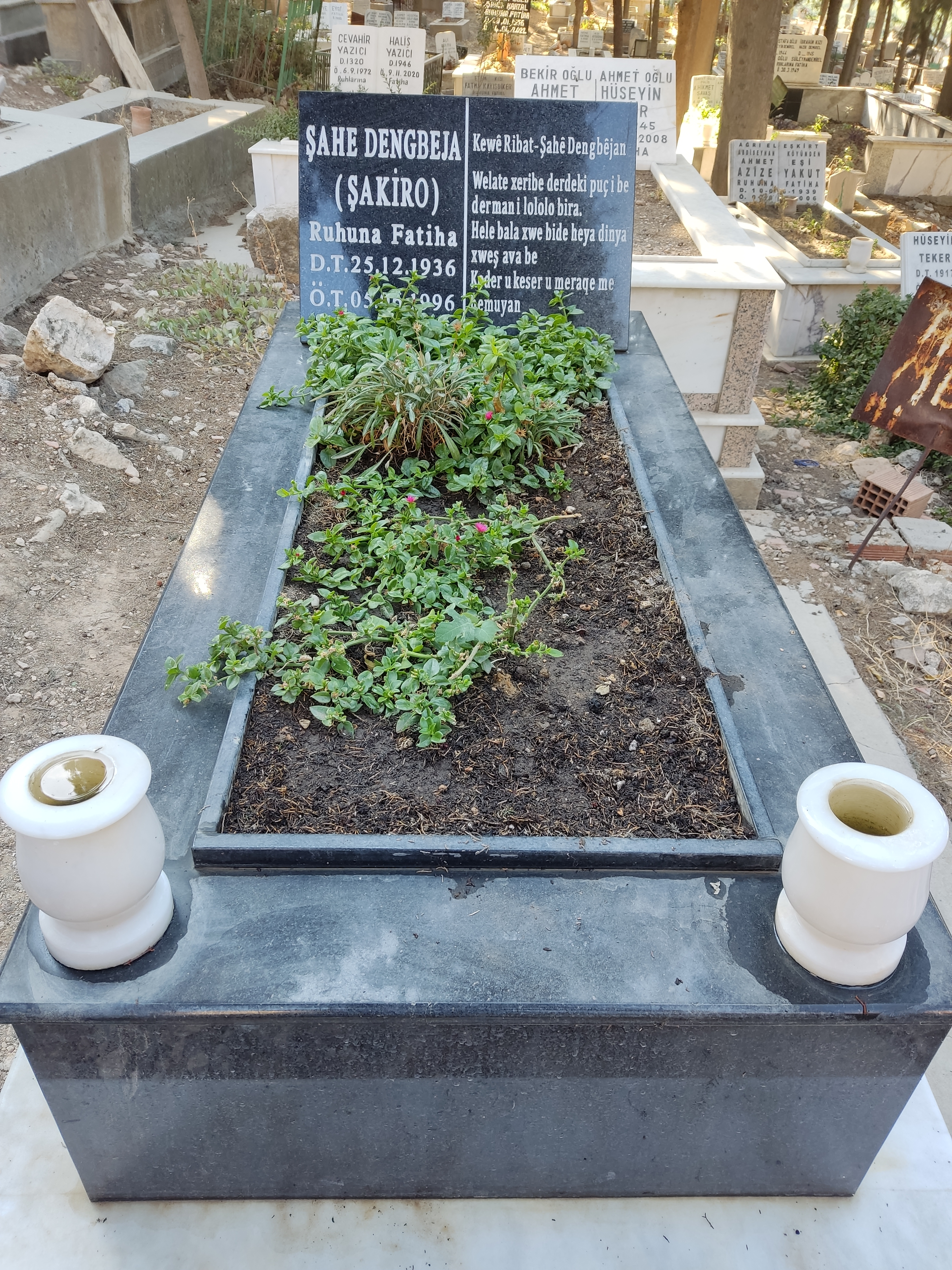
Grab von Şakiro auf dem Zentralfriedhof Izmir.

Dengbej Şakiro wurde 1936 im Bezirk Eleşkirt in der türkischen Provinz Ağrı geboren.
Er wurde 1959 mit seiner Familie aus Adana verbannt. Nach sieben Jahren im Exil kehrte die Familie 1966 nach Muş zurück und ließ sich zwei Jahre später, 1968, in Karayazı, Erzurum, nieder.
Şakiro (Şakir Deniz) ist einer der Schüler von „Resoyê Gopala“, der auch ein Dengbêj-Meister ist. Sein xulxulandin-hawînî (Kehlschlag) war eines seiner wichtigsten und seltenen Merkmale. Er war auch dafür bekannt, tagelang ununterbrochen zu sprechen. Bei den Kurden ist er wegen seiner schönen Stimme als „Kewê Ribat“ (Rabat-Rebhuhn) und „Şahê Dengbêjan“ (König der Dengbejs) bekannt, sowie als „Şakirê Mezin“ (deutsch großer Şakiro) oder „Şakirê Bedih“.
Er ist einer der wenigen Dengbêj, der nicht nur im Nahen Osten, sondern in allen Regionen und Gebieten, in denen Kurden leben, bekannt ist.
Şakiro lebte die letzten zehn Jahre in Izmir und starb dort 1996 an einer Nierenerkrankung. Sein Grab befindet sich auf dem Zentralfriedhof İzmir-Altındağ.